# Herbert Dicksee
Ne doit pas être confondu avec Frank Dicksee.
Herbert Thomas Dicksee (1862-1942) est un peintre et graveur britannique.

## Biographie
Né le 14 juin 1862, Herbert Dicksee appartient à une famille d'artiste réputée. Son père est le peintre John Dicksee (1817–1905). Son oncle est le peintre Thomas Dicksee (1819–1895), père de Frank Dicksee, également peintre, président de la Royal Academy de 1924 à sa mort.
Il étudie l'art à la Slade School de Londres.
Sa première toile est exposée en 1881.
Il se spécialise dans des huiles représentant des daims et des chiens, des scènes de chasse, des félins (qu'il va copié au zoo de Londres). La plupart de ses toiles sont exécutées d'après nature. Il possédait lui-même de nombreux chiens (bouledogue, bull terrier, etc.). On compte aussi des portraits de femmes élégantes accompagnées de leurs chiens ; son modèle préférée fut l'actrice Gladys Cooper.
Il épouse Ella Crump en 1896, et le couple a deux enfants, Maurice (tué durant la Première Guerre mondiale) et Dorothy, qui étudia l'art.
Il est membre de la Royal Society of Painter-Etchers.
Herbert Dicksee est mort le 20 février 1942 à Hampstead.

## Œuvre

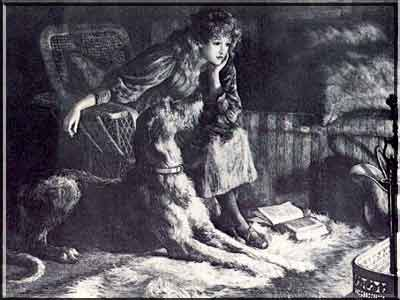
Silent Sympathy (1894).

Outre ses peintures, Dicksee produisit de nombreuses estampes, dont des eaux-fortes, qui furent entre autres publiées par Klackner à Londres. Sa fille détruisit après sa mort la plupart des pièces de cuivre.
Quelques œuvres :
- Watercress Beds – Surrey (1885)
- Beauty and the Beast (1887)
- All His Troubles Before Him (1887)
- Silent Sympathy (1894)
- The Watcher on the Hill (1900)
- Where's Master? (1911), commande du roi Édouard VII
- The Kill (1933)